# Team Chamaco Collect
Team Chamaco Collect var ett brittiskt privat formel 1-stall som tävlade med en BRM säsongen 1966.
Amerikanen Bob Bondurant körde fem lopp för stallet och lyckades som bäst komma på fjärde plats i Monaco 1966. Detta gav tre poäng till föraren men inga till BRM för placeringen, därför att konstruktören fick poäng för tredjeplatsen i loppet.

## F1-säsonger
| Säsong | Tävlingsnamn         | Bil      | Motor                 | Däck | Poäng | VM-plac. | Förare 1      | Förare 2   |
| ------ | -------------------- | -------- | --------------------- | ---- | ----- | -------- | ------------- | ---------- |
| 1966   | Team Chamaco Collect | BRM P261 | BRM 1.9 V8 BRM 2.0 V8 | G    | 0     | (4:a)    | Bob Bondurant | Vic Wilson |